# Earl of Lennox

Ursprüngliches Wappen der Earls of Lennox

Earl of Lennox war ein erblicher britischer Adelstitel in der Peerage of Scotland.
Im Mittelalter wurde der Titel synonym auch Mormaer of Lennox genannt. Die Earls waren ursprünglich Regenten des lange Zeit bestehenden Mormaer- oder Earldoms von Lennox im Königreich Schottland.

## Geschichte
Das Earldom Lennox wird erstmals nach 1165 während der Herrschaft von König Wilhelm I. erwähnt. Nach 1174 wurde David, ein Bruder des Königs, zum Earl of Lennox erhoben. Sein Besitz erstreckte sich vom Ostufer des Loch Long bis zum Endrick Water und im Süden bis nach Glasgow. Möglicherweise hatte David den Besitz während der Minderjährigkeit eines Erben eine früheren Earls erhalten, den um 1185 fiel Lennox wieder an eine keltische Familie. Möglicherweise wandelte der König Lennox nun nach normannischem Vorbild in ein erbliches Lehen um, doch über die frühen Earls ist kaum etwas bekannt. Als erster Earl wird üblicherweise Alwin (auch Ailín, Alpin oder Alun) betrachtet. Sitz der Earls war Balloch Castle. Zu Beginn der Herrschaft von König Alexander II. 1214 waren die Earls of Lennox eng mit der Familie Stewart verbunden. Erbin des letzten Earls der ursprünglichen Familie war Isabella of Lennox, die Murdoch Stewart, 2. Duke of Albany heiratete. Da alle ihre vier Söhne vor ihr starben und keine legitimen Erben hinterließen, erlosch der Titel bei Isabellas Tod 1458.
Nach dem Aussterben der Lennox-Linie wurde der Titel des Earl of Lennox an John Stewart, 1. Lord Darnley vergeben. Dieser war bereits 1460 zum Lord Darnley erhoben worden. Beide Titel erloschen, als er 1571 beim Tod des 4. Earls an dessen Enkel, König Jakob VI., fiel und mit der Krone verschmolz. König Jakob VI. verlieh die Titel des Earl of Lennox und Lord Darnley 1572 an seinen Onkel, Charles Stewart, den jüngeren Bruder seines Vaters. Nach dessen Tod 1576 verlieh der König beide Titel 1578 an seinen Großonkel Robert Stewart, den zweiten Sohn des 3. Earls. Dieser verzichtete am 5. März 1580 zugunsten der Krone auf die Titel und erhielt im Gegenzug den Titel Earl of March. Am selben Tag wurde der Titel des Earl of Lennox mit dem nachgeordneten Titel Lord Darnley, Aubigny and Dalkeith dessen Neffen Esmé Stewart neu verliehen, der am 5. August 1581 auch zum Duke of Lennox erhoben wurde. Der Earlstitel wurde fortan als nachgeordneter Titel des Dukes geführt und erlosch schließlich beim Tod des 6. Dukes am 12. Dezember 1672.

## Liste der Earls of Lennox

### Mormaers of Lennox/Gälische Earls of Lennox
- Alwin, 1. Earl of Lennox (um 1200)
- Alwin, 2. Earl of Lennox († 1217)
- Maldouen, 3. Earl of Lennox († 1251)
- Malcolm, 4. Earl of Lennox († 1303)
- Malcolm, 5. Earl of Lennox († 1333)
- Donald, 6. Earl of Lennox († 1365)
- Margaret, 7. Countess of Lennox (trat 1385 zurück), ⚭ Walter of Faslane, Nachkomme des 2. Earl
- Duncan, 8. Earl of Lennox († 1425)
- Isabella, 9. Countess of Lennox († 1458), ⚭ Murdoch Stewart, 2. Duke of Albany (1362–1425)

### Earls of Lennox, zweite Verleihung (1488)
- John Stewart, 1. Earl of Lennox (1430–1495)
- Matthew Stewart, 2. Earl of Lennox (1488–1513)
- John Stewart, 3. Earl of Lennox (1490–1526)
- Matthew Stewart, 4. Earl of Lennox (1516–1571)
  - durch dessen Enkel Jakob VI. mit der Krone verscholzen

### Earls of Lennox, dritte Verleihung (1572)
- Charles Stewart, 1. Earl of Lennox (1557–1576)

### Earls of Lennox, vierte Verleihung (1578)
- Robert Stewart, 1. Earl of Lennox (1517–1586), tauschte Lennox 1580 mit dem Titel Earl of March

### Earls of Lennox, fünfte Verleihung (1580)
- Esmé Stewart, 1. Duke of Lennox, 1. Earl of Lennox (1542–1583)
- Ludovic Stewart, 2. Duke of Lennox, 1. Duke of Richmond, 2. Earl of Lennox (1574–1624)
- Esmé Stewart, 3. Duke of Lennox, 3. Earl of Lennox (1579–1624)
- James Stewart, 4. Duke of Lennox, 1. Duke of Richmond, 4. Earl of Lennox (1612–1655)
- Esmé Stewart, 5. Duke of Lennox, 2. Duke of Richmond, 5. Earl of Lennox (1649–1660)
- Charles Stewart, 6. Duke of Lennox, 3. Duke of Richmond, 6. Earl of Lennox (1639–1672)